# Muzeum Geologiczne Instytutu Nauk Geologicznych Uniwersytetu Jagiellońskiego
Muzeum Geologiczne Instytutu Nauk Geologicznych Uniwersytetu Jagiellońskiego – muzeum mieszczące się do 2015 roku w budynku Instytutu Nauk Geologicznych UJ przy ul. Oleandry 2A w Krakowie. W 2015 roku zbiory muzeum zostały przekazane do Centrum Edukacji Przyrodniczej.
Specyfikę tego muzeum stanowiły bardzo rozbudowane ekspozycje skamieniałości śladowych oraz struktur sedymentacyjnych.